# Хабомаи (село)

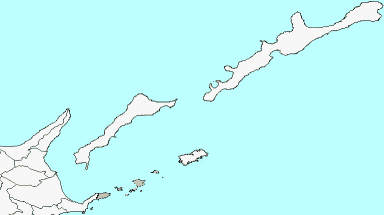
Территория бывшего села Хабомаи показана серым цветом

Хабомаи (яп. 歯舞村 Хабомаи-мура) — одно из бывших японских сёл в составе уезда Ханасаки округа Немуро.

## История
Хабомаи возникло в системе административно-территориального деления Японии с 5 ноября 1897. Было выделено из состава префектуры Немуро в 1897 году с целью поощрения хозяйственного освоения морских богатств островов Хабомаи жителями.
В 1915 году образовалось укрупнённое поселение Хабомаи путём присоединения к деревне Хабомаи нескольких других расположенных на восточной оконечности полуострова Немуро острова Хоккайдо деревень. От названий одной из этих деревень — Касива или другое название Гоёмай — происходит прежнее название островной группы Хабомаи (острова Касива) и современное японское название Советского пролива (пролив Гоёмай), который и отделяет данные острова от полуострова Немуро.
60 % территории села занимал архипелаг Хабомаи, оставшиеся 40 % располагалось на территории о-ва Хоккайдо. Таким образом, географически село располагалось по обе стороны Советского пролива.
3 сентября 1945 года северная часть уезда (о-ва Хабомаи) была занята советскими войсками и вошла в состав Сахалинской области, хотя Япония отказывалась это признавать.
Хоккайдовская часть села существовала по 1 апреля 1959 года.
1 апреля 1959 года, утратив надежды на возвращение префектуры в былом виде после поражения Японии в войне против СССР, японские власти упразднили уезд Хабомаи. Хоккайдовская часть бывшего села была также упразднена и включена в состав города Немуро.

## Население
Накануне Второй мировой войны население Хабомаи достигло 5205 человек на площади 65 км², которая не включала остров Шикотан. Острова возвышаются над уровнем моря всего на 10—20 м и, следовательно, небезопасны в случае цунами, поэтому их заселение происходило относительно медленно по сравнению с Карафуто. Помимо Немуро, постоянное поселение имелось и на острове Танфильева. После высадки советских войск 65 % населения уезда оказались под юрисдикцией СССР и позднее предпочло репатриироваться в Японию.

## Экономика
Основной отраслью экономики уезда был сбор морской капусты в объёме около 960 тонн в год, для чего рыбаки из Хоккайдо пересекали морские проливы, отделяющие их от островов. Советские власти, представленные пограничниками с острова Танфильева, позволяли японским рыбакам заниматься промыслом в водах архипелага Хабомаи даже после утраты Японией суверенитета на ними.